# Чечелёвская республика
Чечеловская республика — народное самоуправление, установленное рабочими Екатеринослава во время Первой русской революции. Просуществовало с 8 по 22 декабря 1905 года. Включало в себя рабочие посёлки Фабрика, Чечелевка, Шляховка.

## История
В конце XVIII века в Екатеринослав переводится крупное государственное предприятие — казённая суконная мануфактура. Вокруг предприятия начинает формироваться рабочая слобода, получившая название Фабричная слободка.
В конце XIX века с развитие промышленности, в рабочих предместьях Екатеринослава начинают появляться новые рабочие районы. В 1880-е годы появляется посёлок в районе Брянского завода. В различных источниках сообщается, что «названием Чечелёвка обязана отставному солдату Чечелеву или Чечелю, который первым построил землянку в этом районе, но документальных подтверждений тому нет». В те же годы неподалёку от Чечеловки возникает другая слобода-сателлит Брянского завода — Шляховка.
На рубеже XIX—XX веков рабочие районы Екатеринослава были очагами революционных настроений, на заводах проходили демонстрации РСДРП и стачки. 11 октября 1905 года в Чечеловке произошли столкновения с правительственными войсками, в которых участвовало более 5000 человек, погибли 22 человека. 17 октября был избран Совет рабочих депутатов. Руководителями революционных событий были А. Я. Булыгин и Г. И. Петровский, известный в будущем украинский революционер.
8 декабря 1905 года началась стачка, остановились все заводы района. 9 декабря после полудня прекратили работу все правительственные учреждения города. Власть захватил «Совет рабочих депутатов» и организованный при нём боевой стачечный комитет. Районы, попавшие под контроль Совета получили название «Чечеловская республика». 22 декабря правительственные войска вступили в бои с защитниками баррикад и к 28 декабря 1905 года восстание было окончательно подавлено.

## Наследие
- В городе Днепре имя А. Я. Булыгина носит бывшая Вторая Фабричная улица[3].
- В 1927 году ему был установлен памятник работы Г. М. Василевича[4].